# Eric Bachmann
Eric Bachmann (* 3. März 1940 in Zürich; † 20. Februar 2019 in Kaiserstuhl) war ein Schweizer Fotograf. Er arbeitete unter anderem für das Schweizer Fernsehen SRF und realisierte als freier Journalist zahlreiche Reportagen im Ausland.

## Leben

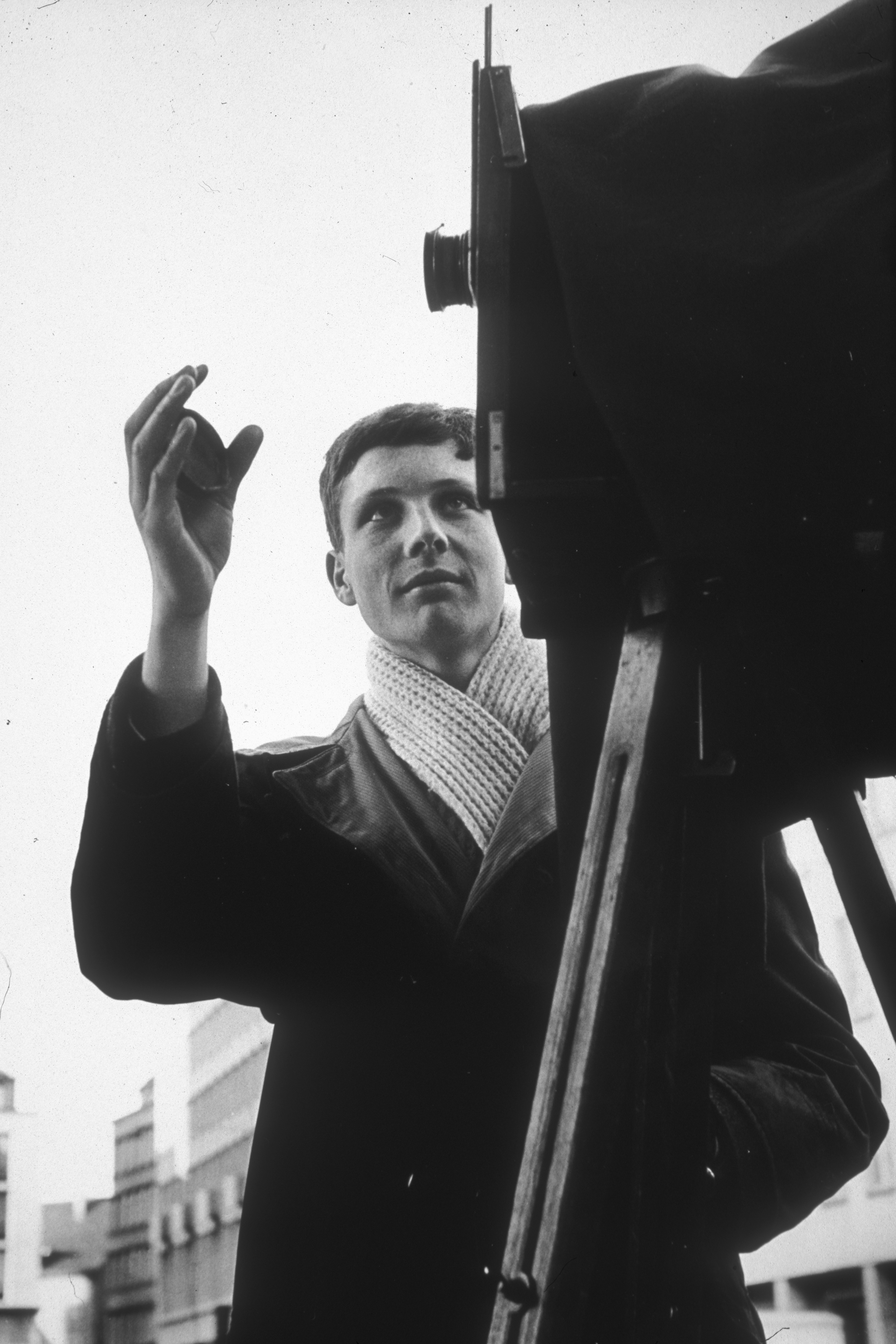
Selbstporträt von 1958: Eric Bachmann mit einer Grossformat-Kamera.

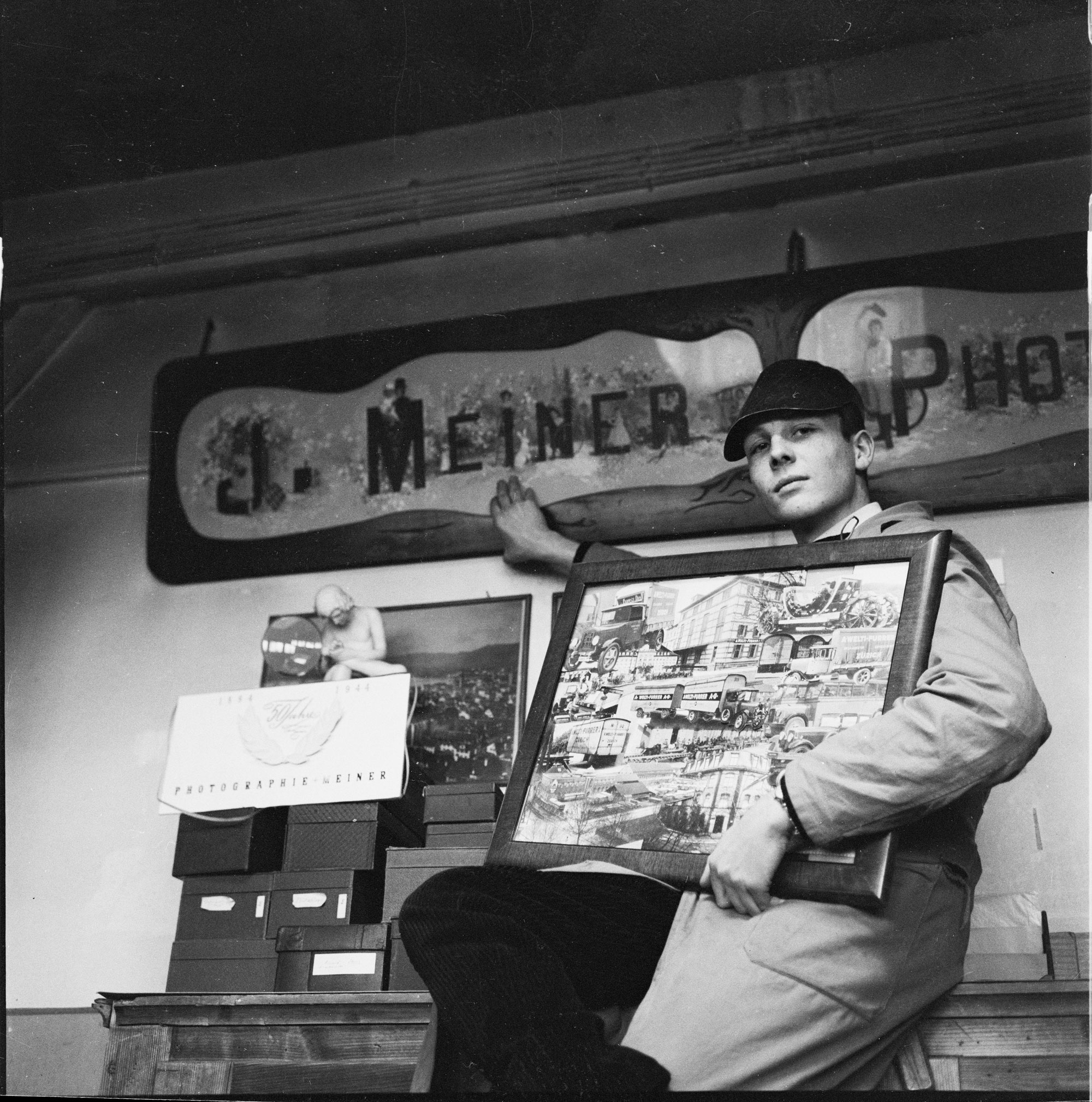
Eric Bachmann vor einem Schild beschriftet mit «J. Meiner Photographie», Zürich 1958. Im Fotostudio von Johannes Meiner in Zürich machte Bachmann seine Lehre.

Eric Bachmann wurde in Zürich geboren. Seine ersten Schritte mit einem Fotoapparat machte er bereits als zehnjähriges Kind: Mit einer 6x9 Klappkamera fotografiert er im Zürcher Zoo Tiere und entdeckt seine Faszination für dieses Medium. 1956 begann er eine dreijährige Fotografenlehre beim Fotostudio J. Meiner & Sohn, das vor allem die gehobene Klientel vom Zürichberg und die Zünfter mit stilvollen Porträts bediente. Während Bachmanns Lehrzeit geriet der Betrieb finanziell ins Schleudern. Der Stift verblieb als einziger Angestellter, am Ende musste er seinen letzten Lehrlingslohn von 60 Franken mit einer Betreibungsdrohung einfordern.

Ab 1959 beteiligte sich Eric Bachmann am Aufbau der Fotoabteilung des Schweizer Fernsehens DRS, verliess aber schon 1962 die feste Anstellung und betätigte sich als freier Fotograf. Er begleitet das Medium Fernsehen während rund 40 Jahren mit seinen Fotos und beliefert zahlreiche Redaktionen mit Bildern von Kurt Felix, Regine Kempf, Sandra Studer, Peter Schellenberg und anderen.
„Eric Bachmann ist vermutlich der Fotograf, der am meisten Fotos in den Studios des Schweizer Fernsehen DRS geschossen hat. Zumeist als freier Fotograf fotografierte er fast 40 Jahre lang die Fernsehmenschen. Darunter waren Dutzende von Covers, aber auch Bilder im Briefmarkenformat für die TV Programmseiten [sic.]. Mit seinen Fotos bediente er alle Schweizer Printmedien, von der NZZ bis zur 'Glückspost'. Allein das Miniporträt des stets strahlenden Kurt Felix hat er mehr hundertfach an die Redaktion verhökert. Dieser lukrative Mehrfacheffekt ermöglichte es ihm, sich die grossen Reisen leisten zu können, bei denen er sich als Reporter künstlerisch verwirklichen konnte. Aber immer wiederkehrte er zu seinem Brotjob beim Schweizer Fernsehen DRS zurück.“

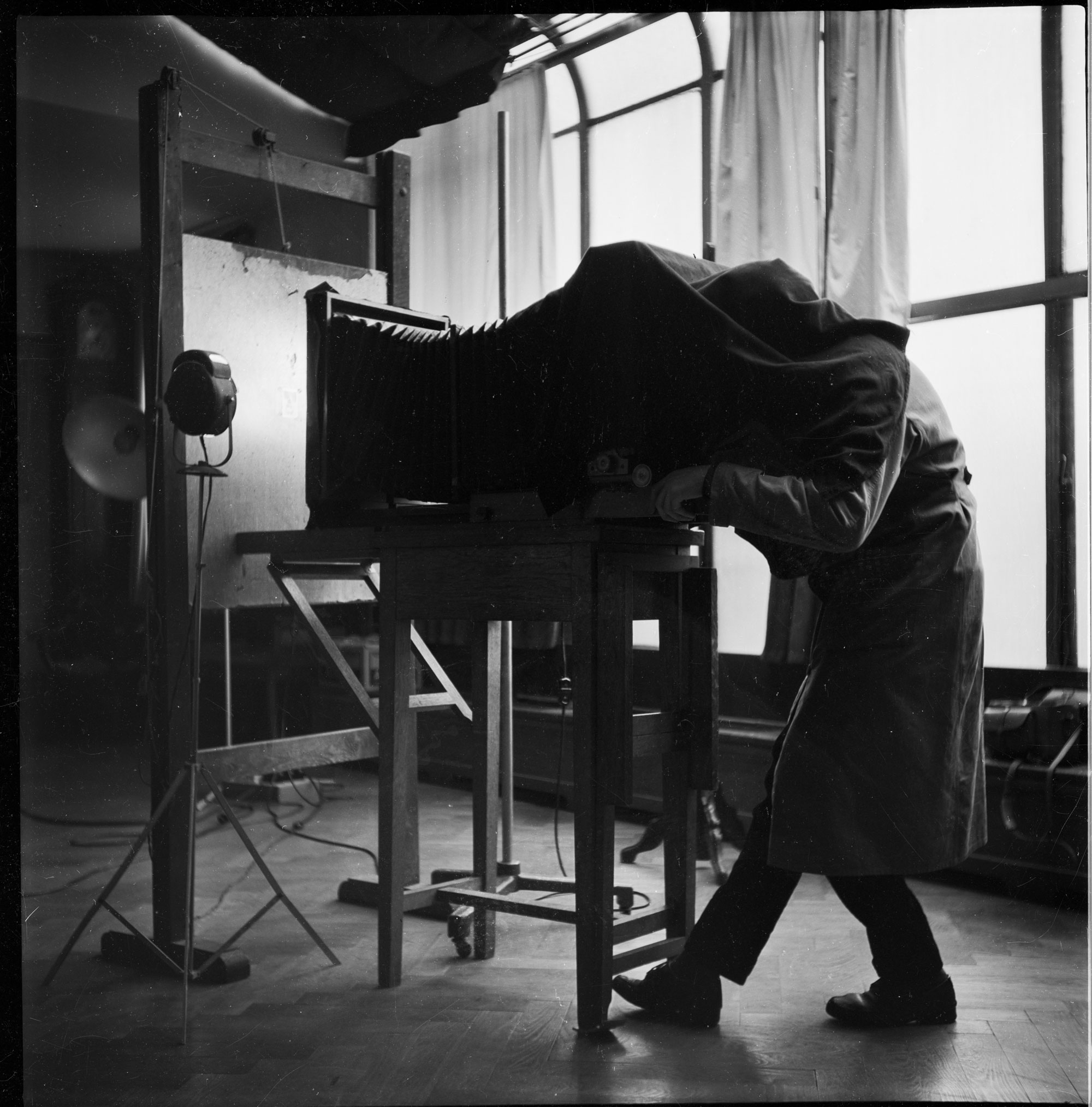
Eric Bachmann mit einer Repro-Grossformatkamera im Studio Meiner in Zürich. Das Foto entstand 1958 während seiner Lehre.

Bachmann ist auch bei Interviews im Auftrag des Schweizer Fernsehens dabei, als Peter K. Wehrli als Kulturredakteur tätig war. Ein Beispiel hierfür ist das Interview mit Hulda Zumstag in der Kronenhalle am 23. Oktober 1966. Ebenso ist er beim Interview mit Patti Smith im Hotel Engimatthof vor ihrem Konzert in der Roten Fabrik am 12. Oktober 1976 anwesend und erstellt Bilder für die Presse. Mehrere seiner Fotos der Zürcher Globuskrawalle von 1968 schafften es auf die Titelseiten von Tageszeitungen und prägten die öffentliche Wahrnehmung der Ereignisse.

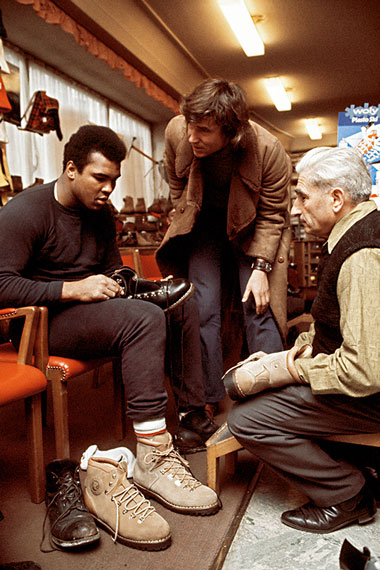
Muhammad Ali probiert im Schuhgeschäft Schönbächler an der Langstrasse Winterschuhe. Der Journalist Walter Bretschert und der Schuhverkäufer beraten ihn.

„Eric Bachmann hatte gerade einen Auftrag in Venedig abgeschlossen und fuhr mit dem Zug in den Zürcher Hauptbahnhof ein. Schon beim Aussteigen hörte er die Megafone. Er beschloss, nicht nach Hause zu gehen, sondern die Kamera gleich wieder auszupacken. Die ganze Nacht fotografierte er und wurde dabei ebenfalls zum Ziel der Knüppel. Trotzdem gelangen ihm Aufnahmen, welche die Wahrnehmung jener schicksalshaften Nacht für immer prägen würden. Sein kraftvollstes Foto entstand auf der Bahnhofbrücke. Es zeigt, wie sich zwei geschlossene Fronten gegenüberstehen: Auf der einen Seite die Verteidiger von Ruhe und Ordnung, auf der anderen die «Rebellion der Jugend». Das Bild erschien kurz darauf in der schwarzweiss gedruckten National-Zeitung und der sozialistischen Vorwärts. Knapp zehn Jahre später verlieh ihm Barbara Davatz mit Eiweisslasur seinen unverkennbaren Pop-Art-Stil, der ihm auch künstlerisch den Geist der Sixties einhauchte. In dieser Form erschien das ikonische Bild in Zeitschriften, Büchern und wurde an Kunstausstellungen präsentiert. Weil der Originaldruck unauffindbar ist, wurde im Auftrag des Eric Bachmann Archivs 2024 ein Neudruck veröffentlicht und ein Exemplar in die Sammlung des Schweizerischen Nationalmuseums aufgenommen.“
Von 1963 bis 2001 unternahm Bachmann Reportagereisen in alle fünf Kontinente und Klimazonen. Er publizierte in Magazinen, Zeitungen und Büchern, bestritt Ausstellungen über Shetland, Leningrad, die 68er-Jahre und den Gränicher Wald. Daneben arbeitete Eric Bachmann regelmässig im freien Auftragsverhältnis für das SF DRS. Er begleitete mit seinen Fotos Fernsehproduktionen wie «Hits à Gogo», «Karussell» und «Showboat». Seine Aufnahmen ermöglichen heute interessante Einblicke in die Schweizer Show- und Fernsehkultur.

## Muhammad Ali in Zürich
Zu den Höhepunkten der fotografischen Karriere von Eric Bachmann gehört die Dokumentation des Aufenthaltes von Muhammad Ali in Zürich. Hier trat der Box Champion am 26. Dezember 1971 zu einem Show-Kampf gegen seinen westdeutschen Widersacher Jürgen Blin an. Der Kampf endete in der siebten Runde mit einem Sieg durch K. o. Insgesamt blieb Muhammad Ali zehn Tage in Zürich. Eric Bachmann konnte ihn während der gesamten Zeit begleiten: So bei einem winterlichen Jogging-Ausflug auf den nahen Uetliberg, beim Shopping im Zürcher Arbeiterquartier, beim Training im Zürcher Limmathaus und schliesslich beim Kampf im Zürcher Hallenstadion. Bachmann hat später in der Ringier-Zeitschrift Sie und Er eine Reportage darüber veröffentlicht. Organisiert wurde der Show-Kampf vom Eventmanager Hansruedi Jaggi, der zuvor bei Konzerte mit Jimi Hendrix und den Rolling Stones in Zürich organisiert hatte. Der Kampf war für den Organisator ein finanzielles Fiasko. Zur Begegnung mit dem Box-Champion sagte Eric Bachmann im Rückblick in einem Interview 2014:
„Es war ein grosser Spass. Wobei ich bei Ali nie sicher war, was er ernst meinte und was nicht. Er reimte ja auch oft irgendwelche, manchmal unzusammenhängende Dinge zusammen, das sprudelte nur so aus ihm raus. Das alles empfand ich einerseits als sehr amüsant, aber auch als etwas irritierend. Während der ganzen Zeit bekam ich den berühmten Muhammad Ali nie richtig zu greifen.“
Eric Bachmann begleitete den Boxer auch auf den Zürcher Hausberg, den Uetliberg. Hier realisierten die beiden, dass die Schuhe von Muhammad Ali völlig ungeeignet waren: 
„Oben auf dem Berg schien die Sonne, und er wurde langsamer, der Schnee hatte seine Füsse völlig durchnässt. Ali starrte auf die perfekten Schuhe und die warmen roten Socken der Zürcher Wanderer. Einen quatschte er an und fragte nach der Marke der Schuhe. Als wir wieder vor dem Hotel standen, erklärte Ali: ‹Und jetzt gehen wir Schuhe kaufen.› Er meinte: sofort. Er war total verschwitzt, und die grosse Limousine war verschwunden. Wir quetschten uns also in meinen kleinen Datsun – Ali, Trainer Angelo Dundee und der Reporter Walter Bretschert – und fuhren an die Langstrasse zum Schuhgeschäft Schönbächler, das der Wandersmann empfohlen hatte. Ali hatte Grösse 47, und es gab nur ein einziges Paar, das ihm passte, Bergschuhe in hellbraunem Kalbsleder. Der Ladenbetrieb brach zusammen, von der Strasse drängten Leute hinein. Jeder wollte ein Autogramm von Ali. Er hatte natürlich kein Geld bei sich, der Trainer auch nicht. Also bezahlte ich die Rechnung und schenkte Ali die Schuhe. Später kauften wir noch eine Pelzmütze und Handschuhe für die Läufe auf den kalten Üetliberg.“
Der Aufenthalt von Muhammad Ali im Jahr 1971 in Zürich und die Dokumentation des Fotografen Eric Bachmann sind auch Gegenstand eines Bildbandes, der 2014 publiziert wurde.

## Heidi Abel

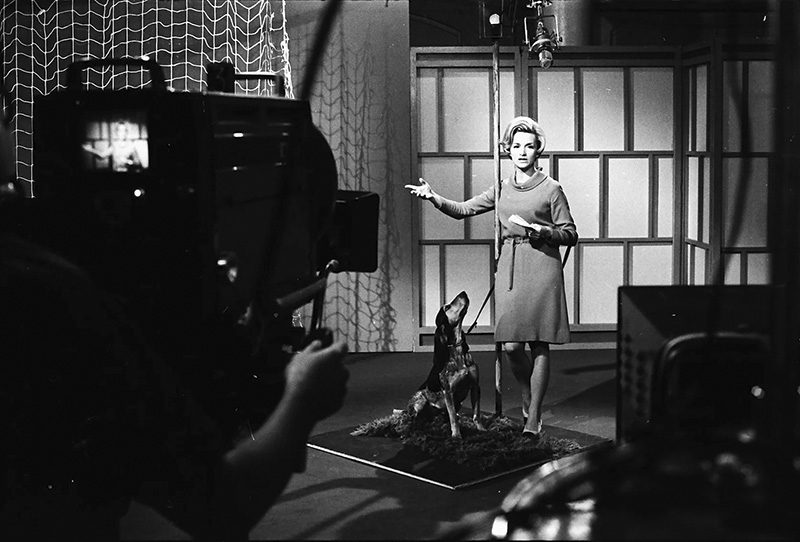
Die Fernseh-Journalistin Heidi Abel in der Sendung 'Ein Platz für Tiere'

Wohl kaum eine andere weibliche Schweizer Persönlichkeit wurde so oft fotografisch festgehalten wie Heidi Abel. Dies vor allem dank Eric Bachmann (1940–2014), der seit Anfang der 1960er-Jahre als freier Fotograf im Auftrag des Schweizer Fernsehens unterwegs war und der Heidi Abel während ihrer ganzen beruflichen Tätigkeit begleitete. Bereits 1954 schoss er Heidi Abels erstes Bild als Fernsehansagerin, das letzte Bild von ihr machte er 1986 – in ihrem Todesjahr. Réne Bortolani, der Chefredaktor der Schweizer Illustrierten bezeichnete 1987 Eric Bachmann zurecht als: «so etwas wie ihr Hoffotograf». Bachmann begleitet Heidi Abel mehr als dreissig Jahre in ihrer Berufsausübung beim Schweizer Fernsehen, ab und zu auch mit einer Homestory am Lützelsee. Mehr als 1600 Abel Fotografien von Bachmann konnten zusammengetragen werden.

## Reportagereisen

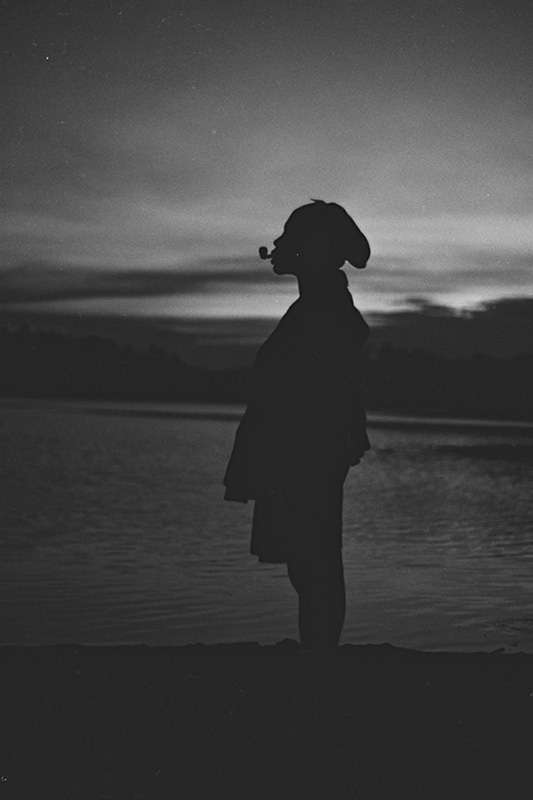
Albert-Schweitzer-Spital, Lambarene 1965.

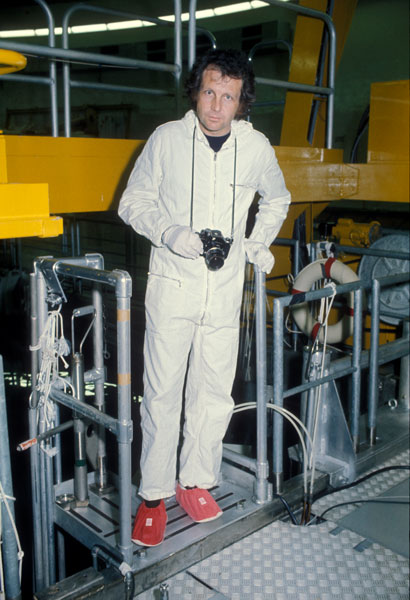
Eric Bachmann war um 1972 im Kernkraftwerk Mühleberg mit einer Spiegelreflexkamera Nikon F Photomic FTN.

Eric Bachmann hat in seinem Leben über 100 zum Teil längere Reportagereisen unternommen. In der Fotozeitschrift Nikon-News wurde seine Reisetätigkeit einmal so charakterisiert: 
„Wer ist dieser Eric Bachmann, der in der Schweiz nebenbei friedlich Fische züchtet und im bolivianschen Urwald Fische von Hand fängt, um überleben zu können, - der, obwohl er Blut kaum sehen kann, sich mitten unter rohe uruguayische Seelenschlächter wagt, um blutige Szenen auf Film bannen zu können, die später Tierfreunde der ganzen Welt aufrütteln werden, der - weil gerade Not am Manne ist - seine Kamera beiseite legt und einem jungen Schweizer Arzt in abgelegenen Gegenden Perus beisteht, einheimischen Frauen Geburtshilfe zu leisten, der es mit Pfiff und Witz immer wieder schafft, einer oft pressefeindlichen südamerikanischen Polizei mit aufsehenerregenden, verbotenen Ablichtungen trostloser Armenviertel und politischer Demonstrationen, zu entrinnen. Und der es tatsächlich fertigbringt, bei einer Jagd in den Anden aus schwindelerregender Höhe seine gesamte Nikon-Ausrüstung mehrere hundert Meter in die Tiefe stürzen zu lassen, ohne dass diese nennenswerten Schaden nimmt.“
Bachmann begleitet Peter K. Wehrli bei Reportagen in die USA im Jahr 1970, darunter eine Reportage über Cape Kennedy. Ebenso begleitet er Wehrli nach Malta, Valletta, für eine Reportage. Weitere Orte, die sie gemeinsam besuchten, sind Albanien im Jahr 1967, darunter Berat, Durrës, Shkodra und Tirana, sowie Jugoslawien in den Jahren 1967 und 1975, mit Stationen in Mostar, Plitvic, Dubrovnik und Zagreb.
- 1963–64 6 Monate in Südostasien; Indien, Nepal, Burma, Kambodscha, Malaya, Vietnam, Thailand
- 1965 Gabun: Lambarene
- 1966 Expedition ans Rote Meer für Unterwasserfilm- und Unterwasserfotoaufnahmen
- 1966 Tschechien
- 1967 Jugoslawien, Albanien, Malta, Zypern
- 1968 Tschechien
- 1969 Israel
- 1970 New York, Florida, Karibik
- 1971 Spanien, Marokko, Tunesien
- 1972 Südafrika, Botswana
- 1972–73 18 Monate in Südamerika; Uruguay, Argentinien, Paraguay, Bolivien, Peru, Chile, Brasilien
- 1975 Jugoslawien
- 1977 Indien, Westtibet
- 1979 Java, Bali
- 1980 Sri Lanka
- 1981, 82 Kanada: Quebec, Labrador, Newfoundland
- 1984 Kanada: British Columbia
- 1985 Irland
- 1986 Kanada: British Columbia
- 1987 Mauritius, Thailand
- 1988 Thailand, Burma
- 1989 Indien, Thailand, Nordvietnam, Südvietnam
- 1990 Kalifornien
- 1991–92 3 Monate Ostküste Amerika, Nicaragua, Costa Rica
- 1991–92 Irland
- 1992 Shetland, Russland
- 1993 Chicago, Nicaragua, Rusland
- 1994 Nicaragua, Sibirien, Kenia, Uganda Ruanda, Zaire
- 1995 Nicaragua
- 1997 Malaya, Australien, Amerika
- 1998 Nicaragua, Irland
- 1999 Italien

Auswahl Fotos von frühen Reisereportagen
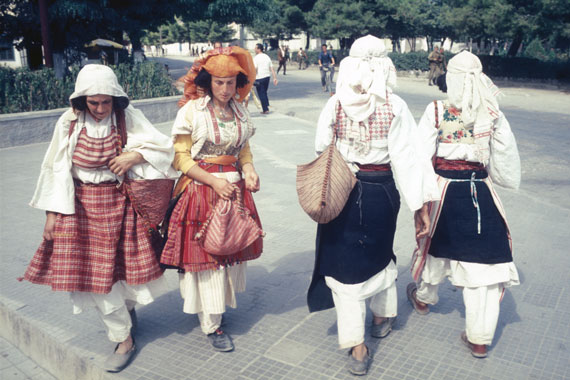
Albanien Skutar 1967
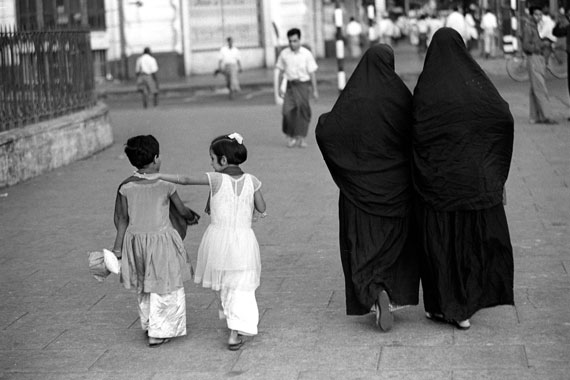
Myanmar Rangun 1963
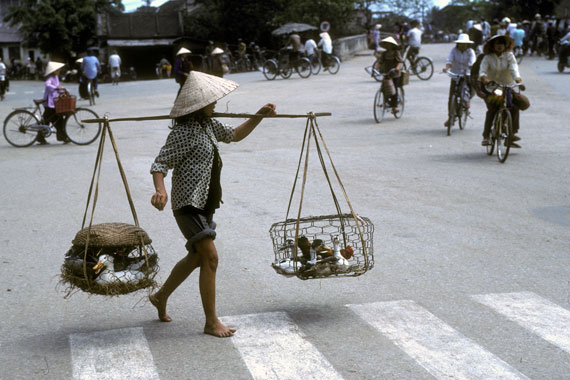
Vietnam Saigon 1969
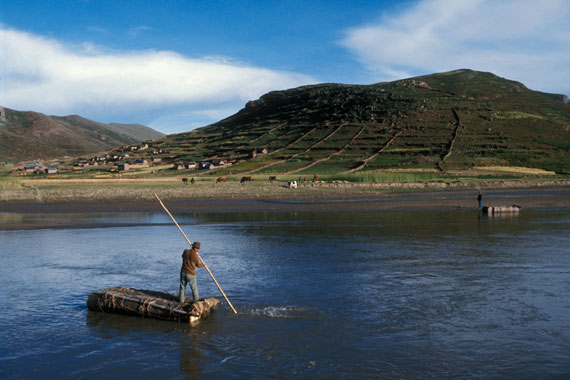
Peru Titicaca Lagune 1973
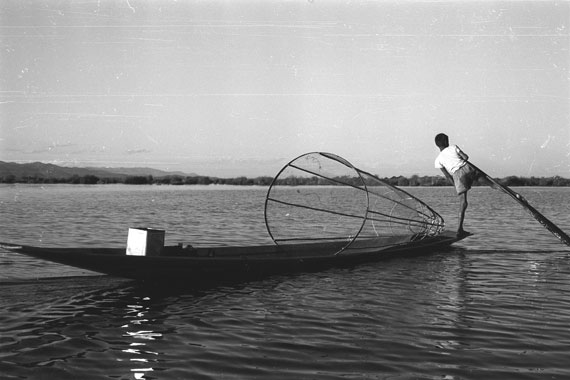
Myanmar InlayLake Leg Rowing 1963
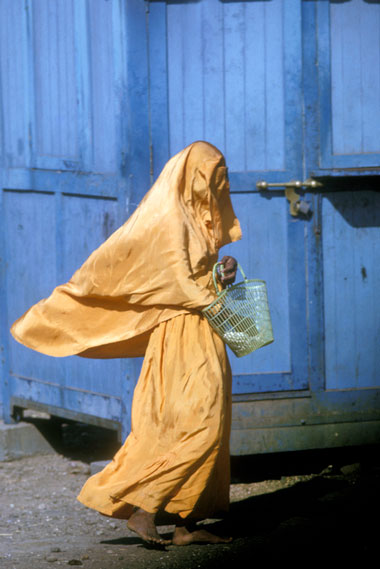
Pakistan Karachi 1963
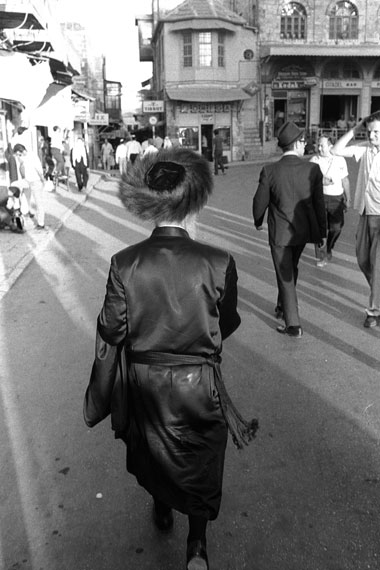
Jerusalem 1971
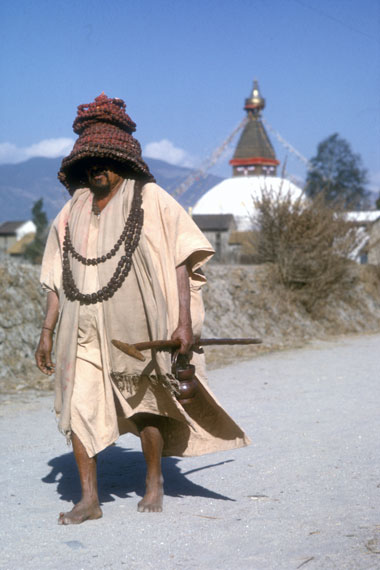
Nepal Bodnath Stupa von Sanchi 1964
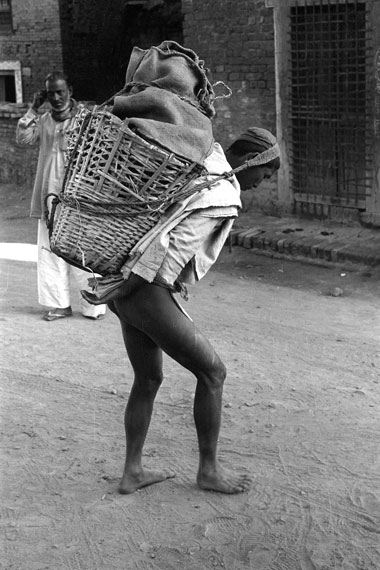
Nepal Kathmandu 1964
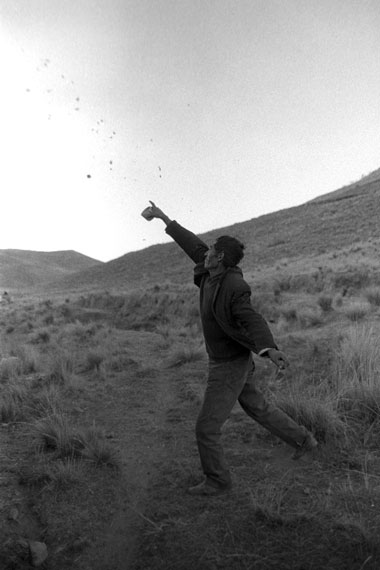
Peru Putina 1973
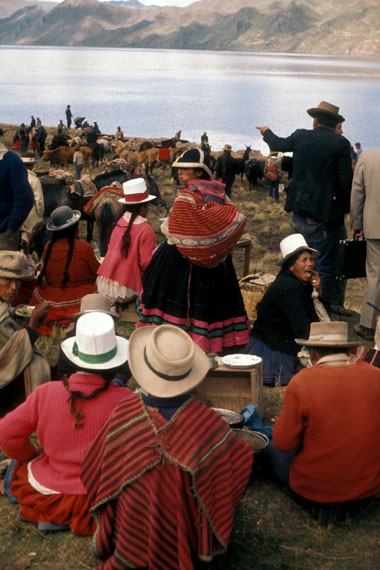
Peru Langui Lagune 1973
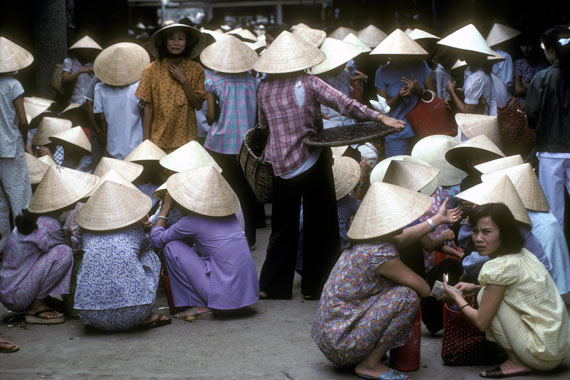
Vietnam Saigon 1969

## Eric Bachmann erhält Türler-Medienpreis
Eric Bachmann erhielt im Jahr 2001 den mit 10.000 Franken dotierten Türler-Medienpreis. Die Auszeichnung wurde ihm für sein Fotobuch «Leutschenbach Karambuli» verliehen, das bei der Edition Patrick Frey erschienen ist, wie der Preisverleiher bekannt gab. «Leutschenbach Karambuli» werfe vielsagende Blicke vor und hinter die Kulissen der helvetischen Traumfabrik und lasse die ersten 40 Jahre schweizerischen Fernsehschaffens Revue passieren, hiess es weiter. Bachmanns Bilder rufen unzählige Erinnerungen wach an Sendungen und Menschen, die via Bildschirm national berühmt wurden: von Heidi Abel über Mäni Weber bis zu Wysel Gyr. Der höchst dotierte Medienpreis der Schweiz wurde am Dienstagabend in Zürich zum 18. Mal vergeben. Er zeichnet Medienschaffende für aussergewöhnliche publizistische oder kulturelle Leistungen aus. In der Jury sitzen Medienschaffende und Vertreter der schweizerischen Uhrenindustrie.

## Eric Bachmann Archiv

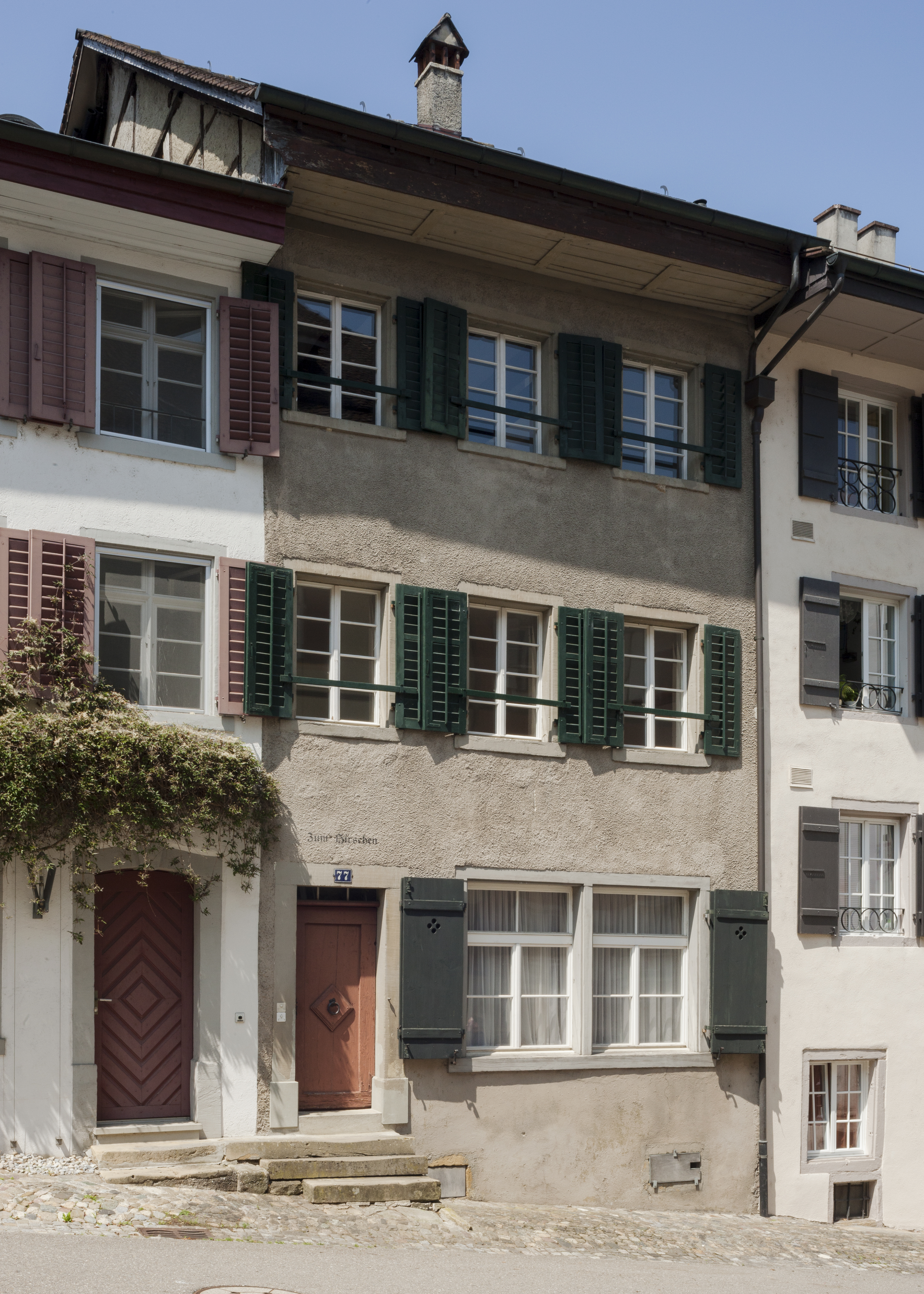
Ab 1977 lebte Eric Bachmann in diesem Haus in Kaiserstuhl AG, noch heute der Standort des Fotoarchivs.

Eric Bachmann hat noch zu seinen Lebzeiten mit dem Aufbau eines Archivs begonnen. Nach seinem Tod hat sein Neffe, der Grafiker Dominik Bachmann, diese Aufgabe übernommen. Das Archiv umfasst mehr als 200 000 Fotografien sowie Bücher und Drucksachen. Sämtliche seiner 2075 Portraitfotografien sind hier aufbewahrt. Das Archiv soll in den nächsten Jahren weiter erschlossen und digitalisiert werden.

## Verein Eric Bachmann
Der Verein setzt sich für die Bewahrung und Vermittlung des fotografischen Nachlasses von Eric Bachmann ein. Ziel ist es, sein Werk zu sichern, bekannt zu machen und die Archivierung langfristig zu gewährleisten. Dazu gehört auch die Förderung von Publikationen und Kooperationen mit kulturellen Institutionen. Langfristig soll eine geeignete Trägerschaft für das Archiv gefunden werden.